# Falange (hueso)

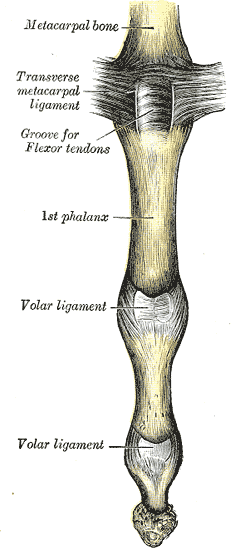
Falanges de un dedo de la mano humana.

Las falanges son los huesos que componen los dedos del quiridio de los vertebrados tetrápodos, incluido el hombre. Pueden distinguirse las falanges de la mano y las falanges del pie.

## Fórmula de falanges
El número de falanges de los animales se expresa generalmente con una fórmula que indica el número de falanges en los dedos (comenzando por la parte medial). Los reptiles primitivos tenían normalmente la fórmula 2-3-4-4-5, y este patrón, con algunas modificaciones, permaneció en muchos reptiles posteriores, y en los antecesores de los mamíferos. Los mamíferos primitivos, sin embargo, evolucionaron con la fórmula 2-3-3-3-3, que permanece en los seres humanos, entre muchas fórmulas como 2-12-8-1.